# Confederația de Fotbal din Oceania
Confederația de Fotbal din Oceania (engleză Oceania Football Confederation), este una dintre cele șase confederații continentale de fotbal, constând în: Papua Noua Guinee, Noua Zeelandă și alte insule din Oceanul Pacific. Promovează fotbalul în Oceania și permite națiuniilor membre să se califice la Campionatele Mondiale de Fotbal.
Din cele șase confederații , OFC este cea mai mică și predominant alcătuită din insule în care fotbalul nu este cel mai popular sport. OFC are o mică influență în fotbalul mondial, la competițiile internaționale sau ca locație de unde pot provenii jucători de clasă. În 2006 cea mai de succes națiune, Australia, a fost transferată în confederația asiatică de fotbal , Noua Zeelandă rămânând cel mai important membru.
- Fiji
- Insulele Cook
- Insulele Solomon
- Noua Zeelandă
- Papua Noua Guinee
- Samoa
- Samoa Americană
- Tahiti
- Tonga
- Vanuatu
- Noua Caledonie

Sediul federației este în Auckland, Noua Zeelandă.

## Asociații membre
Nu este recunoscută echipa națională de fotbal din Nauru. La sfârșitul anului 2005 Federația de Fotbal a Australiei iese din OFC.

## Istoric
FIFA recunoaște OFC ca de sine stătătoare confederație pentru prima dată în 1996. Punctul de negociere este de atunci, participarea echipelor din Oceania la Campionatul Mondial de Fotbal. Acum Oceaniei i se cuvine doar o jumătate de loc de participare, asta înseamnă că, învingătorul rundei de calificări din Oceania trebuie să joace cu ocupantul locului cinci din America de Sud pentru un loc la Campionatul Mondial de Fotbal.

## Participanți la Campionatul Mondial de Fotbal
- 1974 - Australia
- 1982 - Noua Zeelandă
- 2006 - Australia
- 2010 - Australia si Noua Zeelanda

## Competiții
- OFC Cupa Națiunilor
- OFC Cupa Campionilor
- U16
- Cupa Polynesiei
- Cupa Melanesiei
- South Pacific Games

## Vezi și
- FIFA
- UEFA
- CONCACAF
- CONMEBOL
- AFC
- CAF